# كورة الكاهور (المحفد)

تعديل مصدري - تعديل

كورة الكاهور هي إحدى قرى عزلة المحفد بمديرية المحفد التابعة لمحافظة أبين، بلغ تعداد سكانها 71 نسمة حسب تعداد اليمن لعام 2004.